# ゲームマスター

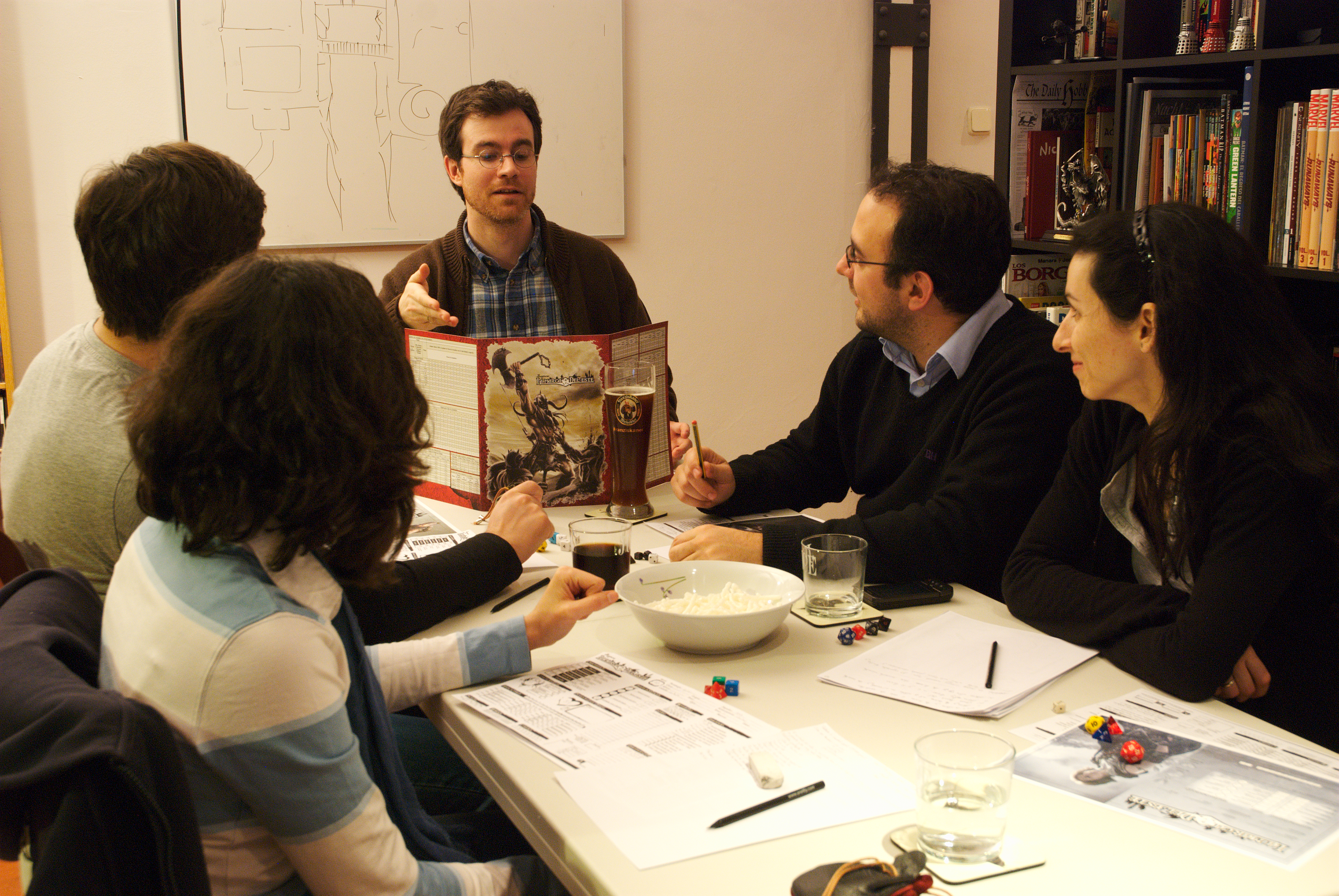
テーブルトークRPG『ダンジョンズ&ドラゴンズ』では、「ダンジョンマスター」(Dungeon Master)と呼ばれる。

ゲームマスター（Game Master、GM）は、テーブルトークRPG（TRPG）等のゲームおける、ゲームの進行を取り仕切る人物のこと。
また、オンラインゲームにおいては、ゲームにもよるが管理者としての権限を持つ者や、直接にプレイヤーに対応するサポート担当者などを指す言葉として用いられる。
カードゲームやカジノゲームでの類似の役割は、通常はディーラーや親と呼ぶ。将棋や囲碁のようにプレイヤー自身がゲームの進行を行うため、専任のゲームマスターを置かないゲームもある。コンピュータゲームの場合はゲームマスターの作業はプログラム内部に組み込まれている。スポーツでは同様の役割を審判員と呼び、公式の試合では選手とは別のものが行うが、プライベートな試合などは選手自身が行う場合がある。

## テーブルトークRPGにおけるゲームマスター
テーブルトークRPG（TRPG）におけるゲームマスターは、参加者の1人でありながら、「ゲームの進行を取り仕切る」という映画の総監督および審判のような役回りになる。一般的にゲームマスターは、ゲームの筋道（シナリオ）を用意し、プレイヤーをまとめつつ、ルールを運用し、ゲームを展開する。
ゲームの筋道（シナリオ）の用意とは、当日のゲームプレイにおいてプレイヤーキャラクターが体験する物語・舞台・遭遇などを包括的にまとめた資料を準備することである。シナリオは市販されているものを使うこともできるが、ゲームマスターによる自作も可能である。むしろ、シナリオを自由に自作できることがテーブルトークRPGの特徴であるとも言える。
同じゲームの参加者であるプレイヤーと比較すると、「事前の準備」「ゲームの進行」「各プレイヤーへの配慮」等、その労力は大きい。このような問題を緩和する試みとして、ゲームマスターにはその労力に見合った報酬（多くの場合、プレイヤーとなった際に利用できる経験点）が与えられる、というシステムも日本には存在する（主としてF.E.A.R.の製品に見られる）。
また、ゲームマスターの進行手法（マスタリングと呼ぶ）は、上のように自己の裁量で行うところが多いため、個人差が大きい。

### ゲームマスターに求められること
- ゲームの準備
  - モンスターに代表される敵役や様々なNPC、物語の舞台（街、ダンジョン等）を用意する。
  - ゲームの中核をなす物語の流れ・ギミック等（シナリオと呼ばれるものなど）を用意する。
- ゲームの進行
  - 準備したシナリオを元に、プレイヤーに対して情景や状況の説明・描写・演出を行う。
  - シナリオやルールに基づき、プレイヤーが決めたプレイヤーキャラクター（PC）の行動に対応する。必要なら、プレイヤーをそれとなく誘導する。
（想定外の行動をプレイヤーが取った場合、適宜アドリブにて対応する）
  - ルールを適切に運用し、ルール想定外の事態については状況に応じて柔軟に対応する。
  - NPCがいる場合、それらを適切に運用する。
- 各プレイヤーへの配慮
  - プレイヤーが望むことを汲み取り、可能であれば反映する。
  - 特定のプレイヤーを贔屓せず、差別的にも扱わず、全プレイヤーに公平であるよう留意する。

### 複数名によるマスタリング
ほとんどのセッションでは、ゲームマスターは1名である。しかし、プレイヤーの人数が多過ぎる、シナリオの相談をしたい、マスタリングのサポートが欲しい、演出を強化したいNPCがいるなどの理由で、2名以上のゲームマスターを置く場合もある。この場合、ゲームの進行を取り仕切るゲームマスターをメインマスターと呼ぶ。メインマスターは1名だけで運用することが多い。その他のゲームマスターはサブマスター(SM)と呼ばれ、メインマスターのサポートを行う。メインマスターと共に、NPCを演出したり戦闘時に敵キャラクターを運用するほか、PCが複数の場面に分かれたときには別場面を同時に進行する役目を負うこともある。また相談しながらシナリオを作成することもある。

### テーブルトークRPGのゲームマスターの名称の起源と異称
ゲーム管理者という意味での「ゲームマスター」という用語の起源はプレイ・バイ・メール（郵便ゲーム）にある。ボードゲームやウォー・シミュレーションゲームをプレイ・バイ・メール形式で行うとき、ルールの複雑さから通信チェスのように対戦プレイヤー間の郵便のやりとりだけでゲームをすすめていくのは難解なことがしばしばあった。特に3人以上で対戦を行うマルチゲームではその傾向は顕著であった。そのため、ゲームの管理人「ゲームマスター」を準備し、各プレイヤーはそのゲームマスター役の人物に手紙を送り、ゲームマスターは送られてきた手紙をゲームルールに照らし合わせて処理し、その結果何が起こったかを各プレイヤーに返信する、という仕事を行っていた。そのことから、テーブルトークRPGでも「各プレイヤーの行動を聞き取り、ルールどおりに処理する進行役」をゲームマスターと呼称するようになったのである。
なお、テーブルトークRPGで「ゲームマスター」の言葉をはじめて使用したのは1975年に発売された『トンネルズ&トロールズ』である。世界初のテーブルトークRPGである『ダンジョンズ&ドラゴンズ』はその当初から現在までゲームマスターのことを「ダンジョンマスター（迷宮の主）」と呼称している。
「ゲームマスター」ではなく、そのテーブルトークRPGが持つテーマや雰囲気をプレイヤーに感じさせようとの独自の呼称を使用している場合も多い。以下に例を示す。
レフリー
- 『トラベラー』などのGDW社製品
- 『サイバーパンク2.0.2.0.』

キーパー
- 『クトゥルフの呼び声』「Keeper for Arcane Lore.（いにしえの知識を守護する者）」の略

ワースメイカー
- 『ワースブレイド』 「ワースの創造者」の意味。ワースとはゲーム世界における根源力のこと

ストーリーテラー
- 『ワールド・オブ・ダークネス』シリーズ

ルーラー
- 『トーキョーN◎VA』　

デビルマスター
- 『真・女神転生RPG』 略はダンジョンマスターと同じ「DM」となる

ネクロマンサー
- 『永い後日談のネクロニカ』 略は「NC」。プレイヤー全員がゾンビであるため。

提督
- 『艦これRPG』　プレイヤー全員が「（擬人化された）軍艦」であるため。

### ルールとシナリオの改変
ゲームマスターの中には、事前に用意されたルールブックとシナリオの内容をゲーム中に無視したり改変したりして適用する者もいる。ルールやシナリオをどの程度遵守するかにはゲームマスターのプレイスタイルによっても差があり、厳格に遵守する者もいれば、柔軟に改変を行う者もいる。ゲームマスターによる意図的なルール無視の典型例としては、ゲームマスターがモンスターの命中判定のために振ったダイスの出目が気に入らなかったとき、そのダイスの目を採用せず任意の数字を宣言するというものがある（マスタースクリーン#クローズダイスを参照）。
ルールやシナリオの無視や改変を行う動機については様々であるが、プレイヤーを楽しませるため等が動機のこともあり、悪意的な理由で改変が行われているとは限らない。例えば、ルールやシナリオをそのまま遵守すればプレイヤーキャラクターがなすすべもなく全滅する可能性が高い時に、ルールやシナリオを改変することでキャラクターの生存確率を高めようとするゲームマスターもいる。このような行為に対してゲームマスターのサービス精神と歓迎するプレイヤーもいれば、アンフェアであるとして敬遠するプレイヤーもいる。
この問題について日本では近藤功司が「ドラゴンマガジン」誌上でアンケートを行ない、「ルールをどの程度守るか？」「ダイスの目を変えるか？」「シナリオをどの程度守るか？」「パーティが全滅しそうになったらダイス、シナリオ、ルールを変えるか？」等についての統計データが得られている。市販されているルールブックの中には、ゲームマスターが記述されているルールを無視・改変することを「ゲームマスターが有する権利」として肯定する旨を明記しているものもある。

## オンラインゲームにおけるゲームマスター

### 個人運営のオンラインゲーム
インターネットサイト上などで運営される、個人運営のごく小規模なオンラインゲームの場合は、ゲームの管理者とほぼ同義である。
ゲームの運用を行い、不正ユーザに対処し、ユーザの要望に適切に対応し、さらに処理プログラムの開発やメンテナンス、あるいはゲームデザインそのものを行う場合もある。
テーブルトークRPGにおけるゲームマスターと異なり、「参加者の1人」という位置付けになる場合は少ない。ただし、管理者自身がそのままプレイヤーの一人としてゲームに参加することはある。

### 商用タイトル
商用のオンラインゲームにおけるゲームマスターは、名称や個人運営のオンラインゲームでの印象からゲームの管理者と取られがちだが、実際にはゲームの管理者ではなく、主にゲームサーバで「GMコール」システムなどサポート業務に直接従事するスタッフのことを指す。
一般的なゲームマスターの仕事内容は他業種でいうところのヘルプデスクに近いものであり、サポートする内容はゲーム内に関係する事柄に限定されているのが特徴である。場合によってはゲームマスター専用のコマンドを駆使してプレイヤーやNPCを意のままにすることができるゲームもあるため、ゲーム内では絶対の存在に見られることが多いが、あくまでも一介のサポートスタッフに過ぎず、ゲーム全般の管理者ではない。そのため、ゲーム内容を1ゲームマスターの権限で変更するなどということは無い。この様な意味では、課金をしてプレイするプレイヤーからは隔絶された、状況次第でプレイヤーにとって神にも悪魔にも石ころ以下にもなる、ある種独特の存在である。
さらにゲームに関連する事柄であっても、ハードウェアについてなどの第一義的にはゲーム外になる質問に答えることは基本的に無い。この場合はテクニカル・サポートなど別に配置されている専門スタッフがサポートの担当になる。
しかし、実際の仕事内容は運営会社によってまちまちで、極論すればタイトル毎に異なると言っても過言ではない。ゲームマスター専用のコマンドを駆使してインイベントを実行、テクニカル・サポート相当のゲーム外の質問に答える、メールマガジンの制作、アップデート時のデバッグ作業、実際にキャラクターとしてゲームにログインしパトロールや公式イベントの誘導、海外製のゲームではNPCなどの会話の二次・三次翻訳や校正などのローカライズ、ゲーム公式WEBサイトの更新・翻訳作業、公式ウェブサイト掲示板のモデレータ、など非常に多岐におよぶこともある。特に外国製のタイトルを小規模なベンチャー企業が日本国内で運営するパターンのオンラインゲームでは、ゲームマスターが上記のようなサポートスタッフ以外の仕事を多数兼務する傾向が強い。また、一部タイトルではプレイヤーへのサービスの一環として通常のプレイに参加し、一般のプレイヤーのパーティに混じって共にプレイしながらチャットで意見・要望を聞いたりする場合もある。
このようにタイトルによって仕事内容や権限が大幅に異なることがあるためか、大半のオンラインゲームの公式ウェブサイトには、ゲームマスターのキャラクターの紹介と共に、ゲームマスターはどのような仕事をするかや、GMコールの対応範囲、逆に対応しない内容などについて掲載されている。
他方で、大半のタイトルでは非公表であるが、ゲームマスター職と一口に入っても、それを務める担当者個々に与えられる権限と能力がランク分けされている状況が多くのオンラインゲームで見られる。具体的には、ゲームマスターとしての勤務期間や能力の他に、管理職や正社員などの正規雇用か、派遣社員やアルバイトなどの非正規雇用であるかなどによって分類されることになる。この場合、正規雇用のゲームマスターにのみ大きな責任を伴う強力な権限が与えられ、非正規雇用のゲームマスターには責任の軽い事務処理的な雑務などの極めて限定された範囲の権限しか与えられないことも多い。また、ゲーム世界にプレイヤーと同様のキャラクターや特定のモンスターの姿で姿を現し、ゲームチャット機能でプレイヤーと直接会話をして要望を聞いたり、プレイヤーに一時的に強化スキルを付与するなど、ゲームマスターが直接ゲーム世界に出向いてイベント的に活動・サービスを行うこともあるが、この様な形でゲーム世界に姿を表すGMは、万一のトラブル発生時などへの責任や権限の関係などもあって、大きな権限を持つ正社員や管理職のGMにほぼ限られている。また、運営チームスタッフの一員としてGM職がゲーム専門のマスコミやニュースサイト、ガイドブック類の取材対象となってメディアに登場することが見られるが、その様な場合にマスコミ対応を行う人物は、同様の理由から基本的には管理職など発言に相応の責任を負う職位の人物である。
だが、GMコールを通じて直接プレイヤーと応対するゲームマスター職については、他方ではプレイ中のユーザーの「GMコール」の問い合わせに所定のテンプレートから一言一句もはみ出さない文面で対応するだけで、その場で具体的に目に見える対処を行わない（あるいは権限の不足で行えない）者も見られている。その結果、RMTやBOTなど、ゲームで不正と規定されている行為の横行が著しく、通常のプレイに支障をきたす程の状況になっている一部タイトルの中には、本来ならばゲームを円滑に運営し、プレイヤーを満足させる為に存在している筈のゲームマスターが、プレイヤーの目には「GMが不正プレイヤー対処の仕事をしていない」と映り、かえってゲーム運営会社の運営姿勢に対する不信感や疑念をより大きく煽る一因となってしまっている状況も見られる。また、最高レベル帯のプレイヤーによる組織的なプレイヤーキラーや「PvPギルド・血盟」の跳梁跋扈など、規約違反ではないとしてもゲーム内の秩序・モラルが崩壊している状況のゲームでも、ゲームマスターに対しての不満などでは同種の傾向が見られることがある。

### 商用のオンラインゲームのゲームマスターの名称の起源
商用のオンラインゲームにおけるゲームマスターの呼称が誕生したのは、エレクトロニック・アーツ株式会社が運営する『ウルティマオンライン』がアルバイトの募集でゲームマスターと公式サイトに明記したことが初めてとされており、その後オンラインゲーム業界ではウルティマオンラインの例を真似たかどうかは不明だが、これ以降ゲームマスターという呼称が定着することになる。

### 注意事項
なお、ゲーム内のプレイヤー組織の名称として「ギルド」が存在するオンラインゲームでは、GMは「ゲームマスター」ではなく「ギルドマスター」（ギルドの管理者）もしくは「ギルドメンバー」（ギルドの構成人）の略称としても使われることが多い。またオンラインゲームによっては、「グランドマスター」という意味で使われている場合もあるので注意が必要である。